# Roberto Castellanos
Roberto Castellanos Mañé (Montevideo, 7 de enero de 1871 - idem., 24 de agosto de 1942) fue un pintor y diplomático uruguayo.

## Biografía
Cursó estudios de pintura en la Academia de Bellas Artes de Florencia luego de haber obtenido una beca de estudio en 1891. Estudió bajo la dirección de José Ciaranfi de quien también recibió clases particulares . 
Estuvo relacionado durante muchos años al trabajo diplomático, representando a su país en tareas consulares.

## Obras
Con sus obras "Barcas pescadoras" y "Playa Ramírez" participó en 1893 de la Exposición Ítalo-Uruguaya de Génova. Al año siguiente participó de la exposición de Bellas Artes de Barcelona con su cuadro de gran formato "La Playa de la Barceloneta". Participó de la Exposición del Club Católico que tuvo lugar en Montevideo en 1908, con sus óleos "Paisaje Valenciano" y "Puesta de Sol". En 1911 expuso las obras marinas "Au Large" y "Port de Bretagne" en el Salón de Arte de París obteniendo por su participación la Medalla de Bronce. Ambas obras se cuentan dentro del acervo del Museo Nacional de Bellas Artes. Otras exposiciones en las cuales participó fueron, la Exposición del Ateneo de Paysandú en 1931 con sus obras "Muelle de Maldonado", "Isla de Lobos" y el Primer Salón Nacional de Bellas Artes en 1937 con los oleos "La Aduana de Oribe" 
y "Combate Naval de Costa Brava".

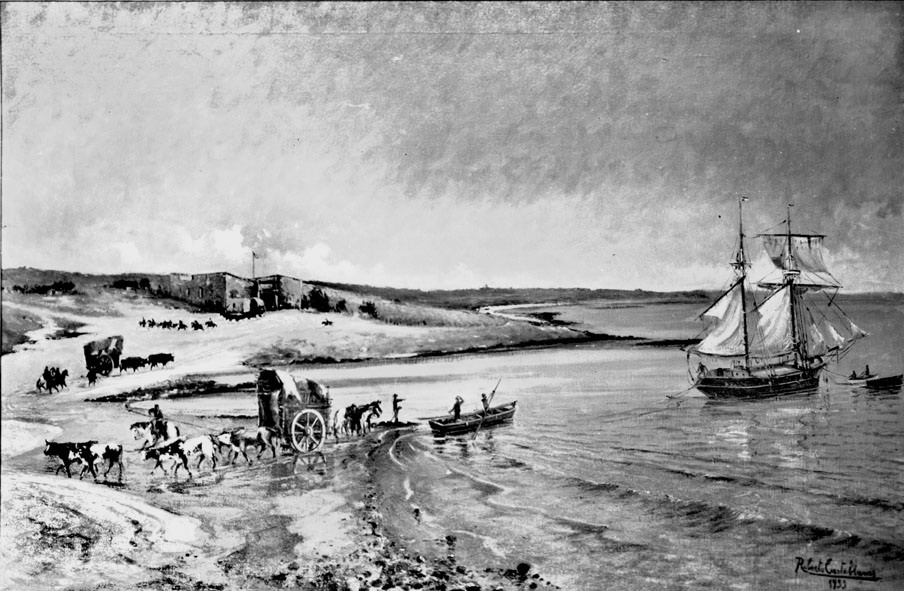
Aduana de Oribe

Su obra pictórica fue prolífica y fue un importante marinista que retrató los lagos y las costas del mundo que conoció en su labor diplomática. Asimismo creó cuadros con valor documental como "Llegada de una diligencia" u otras que representan pasajes históricos relevantes, como el óleo "Bombardeo de Paysandú" (que tuvo lugar en el marco de la Defensa de Paysandú) expuesto en 1934 o el óleo de gran formato "Escena previa al desembarco de Pedro de Mendoza para la fundación de Buenos Aires" propiedad del Club Oriental de Buenos Aires (Argentina).
Sus obras están expuestas en numerosos museos como el Museo Nacional de Bellas Artes, Museo Municipal Juan Manuel Blanes, Museo Histórico Nacional y el Museo Histórico Municipal, entre otros.